# Tao Tsuchiya

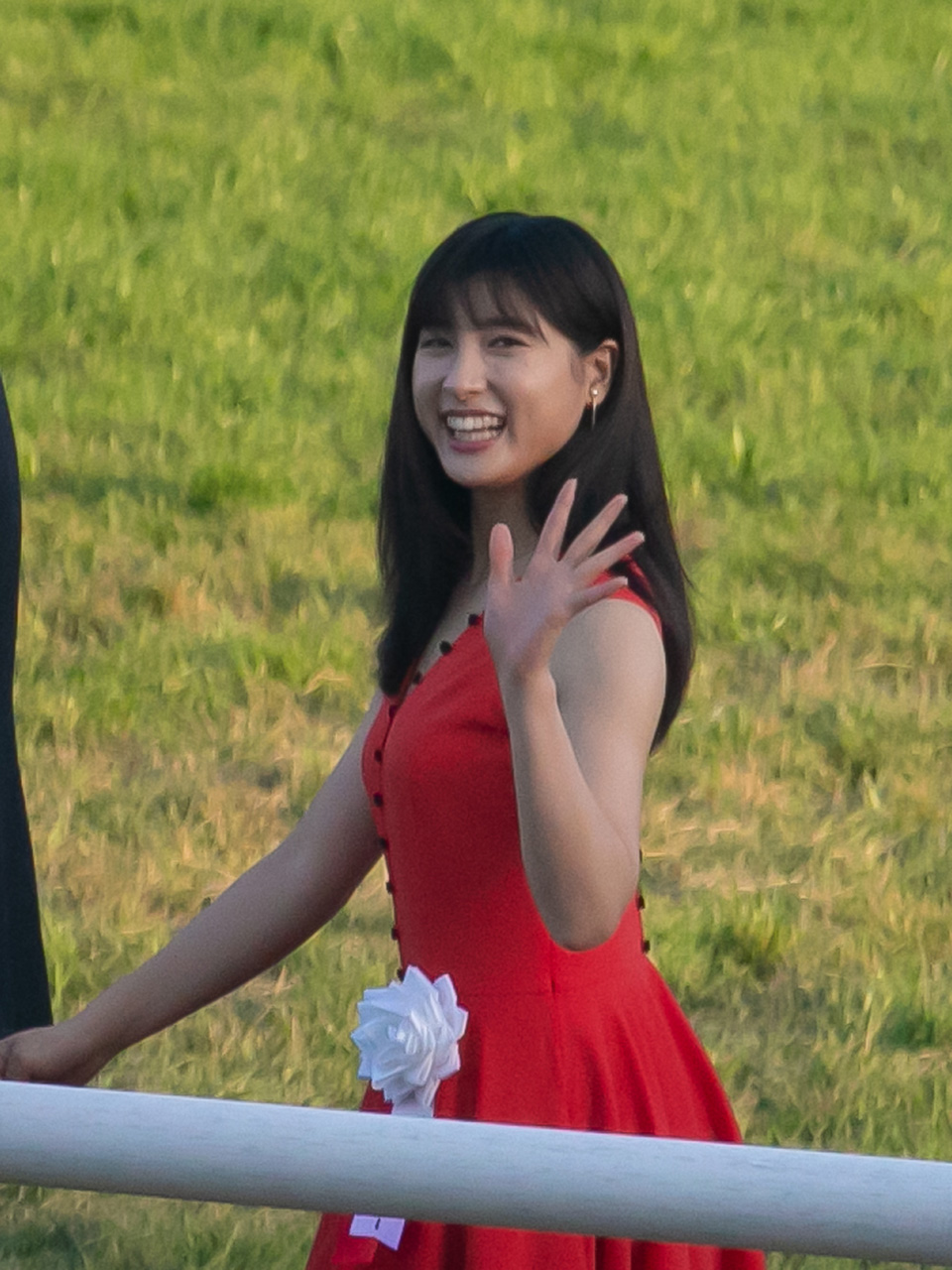
Tao Tsuchiya bei der 43. Preisverleihung des Queen Elizabeth Cups in 2018

Tao Tsuchiya (anhörenⓘjapanisch 土屋 太鳳 Tsuchiya Tao, * 3. Februar 1995 in Tokio) ist eine japanische Schauspielerin, Synchronsprecherin, Model, Tänzerin und Sängerin.
Zu ihrem Debüt im Filmbereich kam es 2008 in einer Nebenrolle im Film Tokyo Sonata. 2016 gewann sie für ihre Rolle in der Filmadaption des Mangas Orange einen Japanese Academy Award in der Kategorie Bester Nachwuchsdarsteller. Zwei Jahre später wurde sie in der Kategorie Beste Hauptdarstellerin für ihre Rolle in The 8-Year Engagement nominiert. In mehreren Realverfilmungen der Mangaserie Rurouni Kenshin spielte Tsuchiya die Rolle der Makimachi Misao. Eine Hauptrolle hatte sie unter anderem als Yuzuha Usagi in Alice in Borderland, einer Serienadaption des gleichnamigen Mangas, welche 2020 auf Netflix auch in deutscher Synchronisation erschien.
In dem 2016 erschienenen französisch-kanadischen Computeranimationsfilm Ballerina übernahm sie erstmals eine Rolle als japanische Synchronsprecherin. Im Spielfilm Bumblebee von 2018 synchronisierte sie zudem die Rolle der von Hailee Steinfeld gespielten Charlie Watson.

## Privates
Tao Tsuchiyas ältere Schwester Honoka Tsuchiya arbeitet als Model, wohingegen ihr zwei Jahre jüngerer Bruder Shimba Tsuchiya ebenfalls als Schauspieler tätig ist.
Am 1. Januar 2023 gab Tsuchiya ihre Heirat mit dem Sänger Ryota Katayose der Gruppe Generations from Exile Tribe und gleichzeitig ihre Schwangerschaft via Instagram bekannt.

## Filmografie

### Film
| Jahr | Titel                                | Rolle                               | Direktor            | Anmerkungen | Beleg  |
| ---- | ------------------------------------ | ----------------------------------- | ------------------- | ----------- | ------ |
| 2008 | Tokyo Sonata                         | Mika Kurosu                         | Kiyoshi Kurosawa    |             | [ 4 ]  |
| 2009 | Tsurikichi Sanpei                    | Yuri Takayama                       | Yōjirō Takita       |             | [ 5 ]  |
| 2010 | Ultraman Zero: The Revenge of Belial | Prinzessin Emerana Luludo Esmeralda | Yuichi Abe          |             | [ 6 ]  |
| 2011 | The Legacy of the Sun                | Sū-chan                             | Kiyoshi Sasabe      |             | [ 7 ]  |
| 2012 | Hatenu Mura no Mina                  | Kanna Matsushita                    | Naoki Segi          | Hauptrolle  | [ 8 ]  |
| 2013 | Arcana                               | Maki / Satsuki                      | Yoshitaka Yamaguchi | Hauptrolle  | [ 9 ]  |
| 2013 | Suzuki Sensei: The Movie             | Somi Ogawa                          | Hayato Kawai        |             | [ 10 ] |
| 2013 | Sekiseki Renren                      | Juri                                | Kazuya Konaka       | Hauptrolle  | [ 11 ] |
| 2014 | Rurouni Kenshin: Kyoto Inferno       | Makimachi Misao                     | Keishi Ōtomo        |             | [ 12 ] |
| 2014 | Rurouni Kenshin: The Legend Ends     | Makimachi Misao                     | Keishi Ōtomo        |             | [ 13 ] |
| 2014 | The Werewolf Game: The Beast Side    | Yuka Kabayama                       | Izuru Kumasaka      | Hauptrolle  | [ 14 ] |
| 2015 | Orange                               | Naho Takamiya                       | Kōjirō Hashimoto    | Hauptrolle  | [ 15 ] |
| 2015 | Library Wars: The Last Mission       | Marie Nakazawa                      | Shinsuke Sato       |             | [ 16 ] |
| 2016 | Gold Medal Man                       | Midori Yokoi                        | Teruyoshi Uchimura  |             | [ 4 ]  |
| 2016 | Aozora Yell                          | Tsubasa Ono                         | Takahiro Miki       | Hauptrolle  | [ 4 ]  |
| 2017 | P and JK                             | Kako Motoya                         | Ryūichi Hiroki      | Hauptrolle  | [ 4 ]  |
| 2017 | Tori Girl                            | Yukina Toriyama                     | Tsutomu Hanabusa    | Hauptrolle  | [ 4 ]  |
| 2017 | My Brother Loves Me Too Much         | Setoka Tachibana                    | Hayato Kawai        | Hauptrolle  | [ 4 ]  |
| 2017 | The 8-Year Engagement                | Mai                                 | Takahisa Zeze       | Hauptrolle  | [ 4 ]  |
| 2018 | My Little Monster                    | Shizuku Mizutani                    | Shō Tsukikawa       | Hauptrolle  | [ 17 ] |
| 2018 | Kasane: Beauty and Fate              | Nina Tanzawa and Kasane             | Yūichi Satō         | Hauptrolle  | [ 4 ]  |
| 2018 | Waiting for Spring                   | Mitsuki Haruno                      | Yūichirō Hirakawa   | Hauptrolle  | [ 4 ]  |
| 2019 | Whistleblower                        | Nanako Misawa                       | Katsuo Fukuzawa     |             | [ 4 ]  |
| 2020 | Food Luck                            | Shizuka Takenaka                    | Jimon Terakado      | Hauptrolle  | [ 18 ] |
| 2021 | Jump!! The Heroes Behind the Gold    | Yukie Nishikata                     | Ken Iizuka          |             | [ 19 ] |
| 2021 | The Cinderella Addiction             | Koharu Fukuura                      | Ryōhei Watanabe     | Hauptrolle  | [ 20 ] |
| 2021 | Rurouni Kenshin: The Final           | Makimachi Misao                     | Keishi Ōtomo        |             | [ 21 ] |
| 2021 | Every Trick in the Book              | Nahomi Torikai                      | Hideta Takahata     |             | [ 22 ] |
| 2022 | What to Do with the Dead Kaiju?      | Yukino Amane                        | Satoshi Miki        |             | [ 23 ] |
| 2023 | Matched                              | Rinka                               | Eiji Uchida         | Hauptrolle  | [ 24 ] |

### Fernsehen
| Jahr    | Titel                              | Rolle                               | Sender         | Anmerkungen             | Beleg  |
| ------- | ---------------------------------- | ----------------------------------- | -------------- | ----------------------- | ------ |
| 2010    | Ryōmaden                           | Otome Sakamoto (als Teenager)       | NHK            | 1. Folge; Taiga-Dorama  | [ 25 ] |
| 2011    | Ohisama                            | Hana Kimura                         | NHK            | Asadora                 | [ 26 ] |
| 2011    | Ouran High School Host Club        | Renge Houshakuji                    | TBS            |                         | [ 27 ] |
| 2011    | Suzuki Sensei                      | Somi Ogawa                          | TV Tokyo       |                         | [ 28 ] |
| 2012    | Ultraman Retsuden                  | Prinzessin Emerana Luludo Esmeralda | TV Tokyo       |                         | [ 29 ] |
| 2012    | Chūshingura: Sono Gi Sono Ai       | Yae Isaka                           | TV Tokyo       | Fernsehfilm             | [ 30 ] |
| 2012    | Miss Double Faced Teacher          | Shiori Matsumoto                    | TBS            |                         | [ 31 ] |
| 2013    | Limit                              | Chieko Kamiya                       | TV Tokyo       |                         | [ 32 ] |
| 2013    | Mayonaka no Panya-san              | Nozomi Shinozaki                    | NHK BS Premium |                         | [ 33 ] |
| 2014    | Konya wa Kokoro Dake Daite         | Miu Masaoka                         | NHK BS Premium | Hauptrolle              | [ 34 ] |
| 2014    | Hanako to Anne                     | Momo Ando                           | NHK            | Asadora                 | [ 35 ] |
| 2015    | Mare                               | Mare Tsumura                        | NHK            | Hauptrolle; Asadora     | [ 36 ] |
| 2015    | Downtown Rocket                    | Rina Tsukuda                        | TBS            |                         | [ 37 ] |
| 2015    | Library Wars: Book of Memories     | Marie Nakazawa                      | TBS            | Fernsehfilm             | [ 38 ] |
| 2016    | Whose Is the Cuckoo's Egg?         | Kazami Hida                         | Wowow          | Hauptrolle              | [ 39 ] |
| 2016    | Goodbye Ghosts!                    | Sachi Aguma                         | NTV            | Hauptrolle              | [ 40 ] |
| 2016    | IQ246: The Cases of a Royal Genius | Sōko Watō                           | TBS            |                         | [ 41 ] |
| 2018    | We Are Rockets!                    | Wakaba Fujitani                     | TBS            | Hauptrolle              | [ 42 ] |
| 2018    | Downtown Rocket Season 2           | Rina Tsukuda                        | TBS            |                         | [ 43 ] |
| 2019    | Castle of Sand                     | Rieko Naruse                        | Fuji TV        | Fernsehfilm             | [ 44 ] |
| 2019    | Dream Stage                        | Tsubasa Ozawa                       | NTV/YTV        | Hauptrolle; Fernsehfilm | [ 45 ] |
| 2019    | W’s Tragedy                        | Mako Watsuji                        | NHK BS Premium | Hauptrolle; Fernsehfilm | [ 46 ] |
| 2020    | Bones of Steel                     | Moe Nomura                          | Wowow          |                         | [ 47 ] |
| 2020–22 | Alice in Borderland                | Yuzuha Usagi                        | Netflix        | Hauptrolle; 2 Staffeln  | [ 48 ] |
| 2022    | Involvement in Family Affairs      | Sato Shinohara                      | Fuji TV        | Hauptrolle              | [ 49 ] |

### TV Anime
- Die Stadt, in der es mich nicht gibt (2016) – 10-jährige Satoru Fujinuma[50]

### Animefilme
- Sing a Bit of Harmony (2021) – Shion Ashimori[51]

### Rolle als Synchronsprecherin
Live-action
- Bumblebee (2018) – Charlie Watson[52]

Animation
- Ballerina (2016) – Félicie[53]

### Musikvideos
- Sia – Alive (2016)
- Greeeen – Dream (2016)
- Lang Lang – Classical Music Mashup (2019)
- Taiking ft. Tsuchiya Tao – Rules (2022)

### Sonstiges
- 60. Japan Record Award (2018), Gastgeberin
- 61. Japan Record Award (2019), Gastgeberin

## Diskografie

### Singles
- Fēlicies (2017)
- Anniversary (2018)
- Lead Your Partner (2021)
- Umbrella (2021)
- You Got Friends (2021)
- Rules (2022)

## Auszeichnungen
| Jahr | Auszeichnung                        | Kategorie                  | Ergebnis  |
| ---- | ----------------------------------- | -------------------------- | --------- |
| 2016 | 39. Japanese Academy Award          | Bester Nachwuchsdarsteller | Gewonnen  |
| 2016 | 40. Elan d'or Awards                | Bester Nachwuchsdarsteller | Gewonnen  |
| 2016 | 41. Hochi Film Award                | Bester Nachwuchsdarsteller | Nominiert |
| 2018 | 41. Japanese Academy Award          | Beste Hauptdarstellerin    | Nominiert |
| 2018 | 31. Nikkan Sports Film Award        | Beste Hauptdarstellerin    | Nominiert |
| 2018 | 43. Hochi Film Award                | Beste Hauptdarstellerin    | Nominiert |
| 2021 | 3. Asia Content Awards              | Beste Hauptdarstellerin    | Nominiert |
| 2022 | 112. Television Drama Academy Award | Beste Hauptdarstellerin    | Nominiert |